# تل أسود (منبج)
تل أسود قرية سوريّة تتبع إداريّاً لمحافظة حلب منطقة منبج ناحية خفسة، بلغ تعداد سكانها (2,249) نسمة حسب التعداد السكاني لعام 2004.